# Varde (rivière)
Pour les articles homonymes, voir Varde.
Varde est un fleuve de la région du Jutland au Danemark, d'une longueur d'environ 40 km, qui se jette en Mer du Nord à Ho Bugt (da). C'est le troisième cours d'eau danois en longueur. La superficie de son bassin versant est de 1 088 km2. La rivière coule notamment à Varde et à Esbjerg.